# Беркли, Томас, 5-й барон Беркли
Томас де Беркли (англ. Thomas de Berkeley; 5 января 1352/53, замок Беркли, Глостершир, Королевство Англия — 13 июля 1417) — английский аристократ, 5-й барон Беркли с 1368 года. 

## Биография
Томас де Беркли родился в 1352 или 1353 году и стал старшим сыном Мориса де Беркли, 4-го барона Беркли, и Элизабет ле Диспенсер. После смерти отца в 1368 году он унаследовал баронский титул и обширные владения в Глостершире и в южной части Валлийской марки. В период с 1378 по 1385 год барон участвовал в ряде кампаний во Франции, в Шотландии и Испании. В 1399 году он в числе других лордов поддержал низложение Ричарда II и передачу короны Генриху IV. Заседал в Тайном совете, в 1403 году занял должность адмирала Юга и Запада.
Покровительствовал наукам и поощрял литературные труды, в частности, в 1370-е годы заказал своему учёному капеллану корнцу Джону Тревизе перевести с латыни на английский язык книги Ветхого Завета, апокрифическое Евангелие от Никодима, «Краткое изложение военного дела» Флавия Вегеция (IV в. н. э.), «Откровение Псевдо-Мефодия» (VII в.), энциклопедию «О свойствах вещей» Бартоломея Английского (1250), трактат «О правлении государей» Эгидия Римского (кон. XIII в.), «Всеобщую хронику» Ранульфа Хигдена (1364) и др.
Барон был женат на Маргарет Лайл, 3-й баронессе Лайл из Кингстон Лайл, дочери Уорина де Лайла, 2-го барона Лайла из Кингстон Лайл, и Маргарет Пипард. В этом браке родилась дочь Элизабет (примерно 1386—1422), 4-я баронесса Лайл в своём праве, жена Ричарда де Бошана, 13-го графа Уорика. Титул барона Беркли после смерти Томаса перешёл в состояние неопределённости, но в 1421 году был создан заново для его племянника Джеймса Беркли.

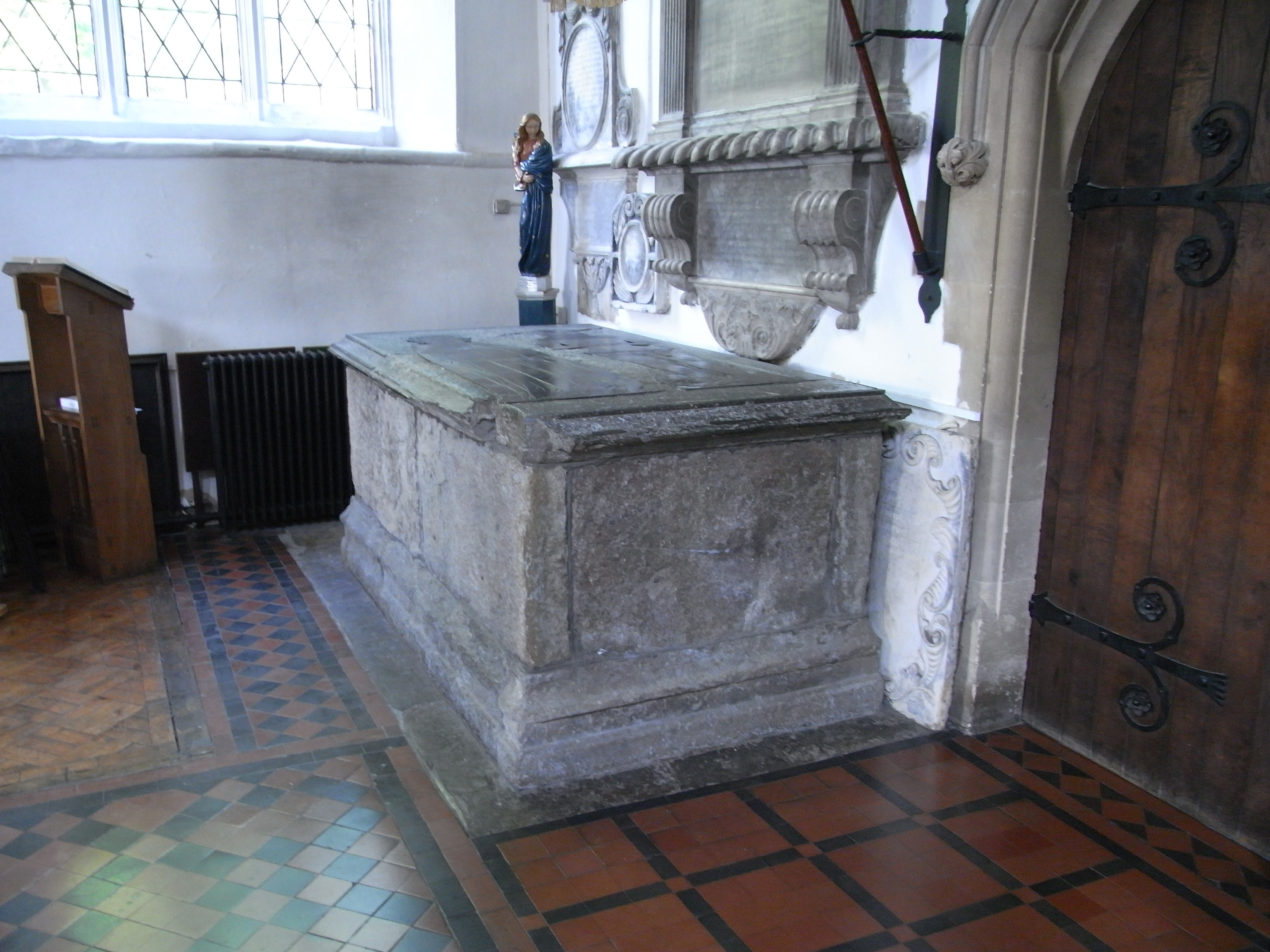
Гробница Томаса Беркли и его жены Маргарет в церкви Св. Марии в Уоттон-андер-Эдж, Глостершир